# Vîșci Vilșanî (Velîkîi Trosteaneț), Poltava
Vîșci Vilșanî (în ucraineană Вищі Вільшани) este un sat în comuna Velîkîi Trosteaneț din raionul Poltava, regiunea Poltava, Ucraina.

## Demografie
Componența lingvistică a localității Vîșci Vilșanî
     Ucraineană (94,59%)
     Rusă (5,41%)
Conform recensământului din 2001, majoritatea populației localității Vîșci Vilșanî era vorbitoare de ucraineană (94,59%), existând în minoritate și vorbitori de rusă (5,41%).